# Che vaqueira
Che vaqueira (Ḷḷ) es un nombre genérico para designar a distintos alófonos del fonema /ʎ/ que son propios de los dialectos occidentales del dominio lingüístico asturleonés.
El término che vaqueira es exacto por diversas razones: 
1. En primer lugar porque hace referencia a diversos sonidos distintos entre sí.
2. Se denomina además vaqueira por ser característica de los vaqueiros del occidente de Asturias.

## Realizaciones
Según Xosé Lluis García Arias, el abanico de alófonos sureños y occidentales del fonema /ʎ/ se podría resumir del siguiente modo: 
- [ɖ]: oclusiva retrofleja sonora. Característica de la zona de Sisterna en el concejo de Ibias
- [dʐ]: africada retrofleja sonora. Propia del habla de La Bordinga y acaso del habla del Alto Aller
- [tʂ]: africada retrofleja sorda. Concejos de Aller, Quirós y otros
- [t͡s]: africada alveolar sorda. Concejos de Lena, sur de Mieres y otros

## Orígenes
Diacrónicamente todos estos sonidos provienen de l- y -ll- latinas y, ocasionalmente, de pl-, kl- y fl- Así: 
- l u p u > ḷḷobu
- m o l l e > mueḷḷe
- c l a m a r e > ḷḷamar
- p l a n t a r e > ḷḷantar
- (Villa) F l a c c i d i a n a > Ḷḷaciana

## Distribución
Todas estas realizaciones del fonema asturleonés /ʎ/ son características de las áreas dialectales occidentales del idioma asturleonés, que Diego Catalán denominó B, C y D, esto es, los concejos de Valdés, Tineo, Cangas del Narcea, Degaña, Somiedo, Teverga, Quirós; el este de los concejos de Navia, Villayón, Allande e Ibias, y el oeste de los concejos de Cudillero, Salas y Miranda. 
Ya en zona del asturiano central, la che vaqueira es propia de los concejos de Lena, Riosa y Aller, así como el sur de los concejos de Mieres y Morcín. 
En la provincia de León se encuentra este fenómeno en las comarcas de Babia, Laciana, Luna, Los Argüellos pero también al noroeste de El Bierzo y al norte de Omaña.

## Grafías
Históricamente han sido muy diversas las grafías empleadas para transcribir estos sonidos: -ts-, -tş-, -ŝ-, -th-, -tch-, -chx-, -lh-, etc. 
La Academia de la Llingua Asturiana propone el dígrafo etimológico Ḷḷ, y allí donde tipográficamente sea imposible emplearlo, recomienda -l.l-. 